# Judo na Letní univerziádě 2015
Soutěže v judu na letní univerziádě 2015 probíhaly ve Sportovní hale Jomču (Yeomju Bichgo-eul Cheyuggwan) v Kwangdžu v Jižní Koreji v období 4. až 8. července 2015.

## Program
- NE - 04.07.2015 - těžká váha (+100 kg, +78 kg) a polotěžká váha (−100 kg, −78 kg)
- PO - 05.07.2015 - střední váha (−90 kg, −70 kg) a polostřední váha (−81 kg, −63 kg)
- ÚT - 06.07.2015 - lehká váha (−73 kg, −57 kg) a pololehká váha (−66 kg, −52 kg)
- ST - 07.07.2015 - superlehká váha (−60 kg, −48 kg) a kategorie bez rozdílu vah
- ČT - 08.07.2015 - soutěž týmů

## Česká stopa
Výsledky českých reprezentantů v judu 2015
- -60 kg – David Pulkrábek (POLAC)
- -66 kg – Jan Zavadil (FTVS)
- -73 kg – Václav Sedmidubský (ČZU)
- -81 kg – Jaromír Musil (CUNI-TF)
- -90 kg – David Klammert (UPOL)
- -100 kg – Tomás Knápek (FTVS)
- +100 kg – Michal Horák (PALESTRA)
- -63 kg – Tereza Patočková (ČVUT)

## Výsledky – váhové kategorie

### Muži
| Kategorie | Zlato                     | Stříbro                    | Bronz                   | Bronz                   |
| --------- | ------------------------- | -------------------------- | ----------------------- | ----------------------- |
| -60 kg    | Kim Won-čin (KOR)         | Juma Ošima (JPN)           | Phelipe Pelim (BRA)     | Albert Oguzov (RUS)     |
| -66 kg    | An Pa-ul (KOR)            | Alexandre Mariac (FRA)     | Matteo Piras (ITA)      | Anzaur Ardanov (RUS)    |
| -73 kg    | An Čang-im (KOR)          | Dmytro Kanyvec (UKR)       | Judži Jamamoto (JPN)    | Husejn Rahimli (AZE)    |
| -81 kg    | Chasan Chalmurzajev (RUS) | Wang Ki-čchun (KOR)        | Jonathan Allardon (FRA) | Kenja Kohara (JPN)      |
| -90 kg    | Kwak Tong-han (KOR)       | Chusejn Chalmurzajev (RUS) | Gustavo Assis (BRA)     | Kenta Nagasawa (JPN)    |
| -100 kg   | Čo Ku-ham (KOR)           | Clément Delvert (FRA)      | Dino Pfeiffer (GER)     | Nijaz Bilalov (RUS)     |
| +100 kg   | Hisajoši Harasawa (JPN)   | Magomed Nadžmutdinov (RUS) | Nabil Zalagh (FRA)      | Vlăduț Simionescu (ROU) |

### Ženy
| Kategorie | Zlato                      | Stříbro                   | Bronz                   | Bronz                      |
| --------- | -------------------------- | ------------------------- | ----------------------- | -------------------------- |
| -48 kg    | Čong Po-kjong (KOR)        | Gabriela Chibanaová (BRA) | Funa Tonakiová (JPN)    | Mönchbatyn Uranceceg (MGL) |
| -52 kg    | Mako Učiová (JPN)          | Alexandra Florinová (ROU) | Tetjana Levytská (UKR)  | Evelyne Tschoppová (SUI)   |
| -57 kg    | Dordžsürengín Sumijá (MGL) | Andrea Bekićová (CRO)     | Kim Čan-ti (KOR)        | Anzu Jamamotová (JPN)      |
| -63 kg    | Megumi Cuganeová (JPN)     | Pak Či-jun (KOR)          | Nadja Bazynskiová (GER) | Jennifer Wichersová (NED)  |
| -70 kg    | Kim Song-jon (KOR)         | Kaziki Osanaiová (JPN)    | Žanar Kaškynová (KAZ)   | Margaux Pinotová (FRA)     |
| -78 kg    | Samah Camaraová (FRA)      | Aljona Kačorovská (RUS)   | Pak Ju-čin (KOR)        | Maike Ziechová (GER)       |
| +78 kg    | Sarah Asahinaová (JPN)     | Kim Min-čong (KOR)        | Santa Pakenysová (LTU)  | Kchang Ťie (CHN)           |

## Výsledky – ostatní disciplíny

### Bez rozdílu vah
|      | Zlato             | Stříbro            | Bronz                       | Bronz                   |
| ---- | ----------------- | ------------------ | --------------------------- | ----------------------- |
| muži | Kacuma Ueda (JPN) | Juhan Mettis (EST) | Karolis Bauža (LTU)         | Vlăduț Simionescu (ROU) |
| ženy | Kim Či-jun (KOR)  | Kchang Ťie (CHN)   | Alexandra Babincevová (RUS) | Sara Jamamotová (JPN)   |

### Týmová soutěž
|      | Zlato                                                                                                  | Stříbro                                                                                                  | Bronz |
| ---- | --- | --- | --- |
| muži | Japonsko Šo Tatejama Judži Jamamoto Kenja Kohara Kenta Nagasawa Rjutaro Goto Kacuma Ueda               | Jižní Korea Kim Won-čin An Pa-ul An Čang-im Wang Ki-čchun Kwak Tong-han Či Kun-pä Kim Su-hwan Čo Ku-ham  | Ukrajina Bohdan Jadov Michajlo Ilyčuk Dmytro Kanyvec Denys Tolkač Artem Guljajev Fedir Panko Anton Rudnyk Rusko Anzaur Ardanov Zelimchan Ozdojev Chasan Chalmurzajev Chusen Chalmurzajev Stepan Sarkisjan Magomed Nadžmutdinov      |
| ženy | Japonsko Mako Učiová Anzu Jamamotová Megumi Cuganeová Kazuki Osanaiová Sara Jamamotová Sarah Asahinová | Jižní Korea Čong Po-kjong Kim Ju-a Kim Čan-ti Pak Či-jun Kim Song-jon Pak Ju-čin Kim Či-jun Kim Min-čong | Rusko Anna Dmitrijevová Anastasija Konkijevová Pari Surakatovová Aljona Prokopenková Ajdana Nagorovová Alexandra Babincevová Brazílie Eleudis Valentimová Flavia Gomesová Jessica Santosová Amanda Oliveiraová Sibilla Faccholliová |

pozn: Uvedeni jsou pouze judisté, kteří zasáhli v týmové soutěži do bojů.